# Walfried Günther
Walfried Günther (* 28. Dezember 1955 in Worms) ist ein ehemaliger deutscher Fußballspieler. Der Defensivspieler ist mit 204 Ligaeinsätzen (5 Tore) von 1974 bis 1982 Zweitliga-Rekordspieler von Wormatia Worms.

## Karriere
Der ein Jahr jüngere Bruder des Torjägers Emanuel Günther, Walfried Günther, absolvierte knapp über 200 Spiele für Wormatia Worms in der 2. Bundesliga. Das Talent von Walfried zeigte sich schon in der Wormatia-Jugend und so wurde er am 14. September 1973 durch den DFB für das Länderspiel der Jugendnationalmannschaft in Herford gegen Finnland nominiert. Er wurde bei einem 1:1-Remis in der zweiten Halbzeit, wie auch Gerd Strack und Franz Michelberger, eingewechselt. Bei der Wormatia debütierte er bereits als A-Junior 1972/73 in der damals zweitklassigen Fußball-Regionalliga Südwest; Bruder Emanuel's Debüt fand auch in der Rückrunde dieser Saison statt. Trainer Radoslav Momirski verhalf dem Brüderpaar im März/April 1973 zum Regionalligadebüt.
Im ersten Jahr der neu eingeführten 2. Fußball-Bundesliga, 1974/75, gehörte er mit 35 Ligaspielen dem engen Kreis der Stammspieler an; die Wormatia stieg aber unter den drei Trainern Momirski (bis September 1974), Slavko Stojanovic (September 1974 bis Januar 1975) und Karl-Heinz Schmal (bis Rundenende) als 19. in das Amateurlager ab. Im zweiten Anlauf, 1976/77, kehrte Günther mit Worms nach der Meisterschaft im Südwesten mit Trainer Bernd Hoss und dem Durchsetzen in der Aufstiegsrunde unter Hoss-Nachfolger Werner Kern gegen Borussia Neunkirchen und TuS Neuendorf in die 2. Bundesliga zurück. Dort belegte der Aufsteiger 1977/78 den neunten Rang und griff 1978/79 massiv in das Rennen um den Aufstieg in die Bundesliga ein.
Nach dem 19. Spieltag, die Runde wurde in einer 20er-Staffel ausgetragen, führte Worms mit 28:10 Punkten punktgleich mit dem Karlsruher SC die Tabelle an. An der Seite von Leistungsträgern wie Torhüter Thomas Zander, Horst Raubold, Peter Klag, Gerhard Dier, Egon Bihn und Dragoslav Stepanović absolvierte Walfried Günther in der Wormatia-Defensive 35 Ligaspiele. Nach der Hinrunde wechselte Trainer Eckhard Krautzun aber überraschend mit Zander und Angreifer Niels Poulsen zum Konkurrenten München 1860 und Worms landete am Rundenende auf dem 3. Rang. Es lief in der Rückrunde unter Krautzun-Nachfolger Arkoc Özcan nicht mehr reibungslos.
„Wally“ Günther unterschrieb zur folgenden Saison 1979/80 einen neuen Vertrag beim SC Westfalia Herne, das mit den Finanzmitteln von Erhard Goldbach mit Gewalt in die Bundesliga wollte. Goldbach, Geldgeber und Präsident des SCW hatte mit seiner Mineralölgesellschaft im Laufe der zurückliegenden Jahre 300 Millionen DM Steuerschulden angehäuft. Im Juli 1979 war die Geduld des Fiskus aufgebraucht. Die Oberfinanzdirektion Münster verfügte Arreste über Goldbachs Öl- und Benzinlager, um dessen enorme Abgaberückstände einzutreiben. Für Herne ging es in der Amateuroberliga Westfalen weiter und Günther kehrte unverzüglich zu seinem Heimatverein nach Worms zurück. Aber auch bei der Wormatia waren die Träume vorbei, nach der Runde 1981/82 ging es für Worms mit Günther aus der 2. Bundesliga nach unten in die Oberliga Südwest.
Dort spielte er noch mit Worms bis 1987, danach folgten Stationen beim VfR Mannheim, SV Edenkoben, VfR Bürstadt, Normannia Pfiffligheim (Spielertrainer), von Januar bis Juni 1993 nochmals bei der Wormatia, TSG Pfeddersheim und SV Leiselheim.